# FIFA 97
 (juillet 2017).
Si vous disposez d'ouvrages ou d'articles de référence ou si vous connaissez des sites web de qualité traitant du thème abordé ici, merci de compléter l'article en donnant les références utiles à sa vérifiabilité et en les liant à la section « Notes et références ».
FIFA 97 (parfois FIFA Soccer 97) est un jeu vidéo de football sorti en 1996 qui fonctionnait sur PlayStation, Windows, Game Boy, Mega Drive, Saturn et Super Nintendo. Le jeu a été développé par XYZ Productions et édité par EA Sports.

## Système de jeu
La principale nouveauté du jeu, autre que la capture de mouvement, était le mode de football en salle. Il y avait six façons de jouer le jeu, y compris extérieure et intérieure, ainsi que des modes de simulation. L'IA 32-bit a été utilisé, ainsi que la technologie de mouvement qui a conduit aux meilleurs graphismes dans n'importe quel jeu de football de l'époque. Ici, il était possible de jouer au football dans une salle omnisports avec le ballon qui rebondit sur les murs, qui donne un rythme de jeu beaucoup plus élevé.
Les ligues disponibles dans le jeu incluent les championnats anglais, français, italien, allemand, néerlandais, écossais, malaisien (M-league) ainsi que les clubs A-Ligue américain.
Le mode multijoueurs est également possible avec un maximum de 20 joueurs via LAN et 8 joueurs en utilisant un modem. Le slogan du jeu était « FIFA 97, il va vous emporter. ».

## Accueil
- PC Team : 92 %[2]